# Jyllinge Kirke
Jyllinge Kirke er en kirke i Jyllinge, Jyllinge Sogn i den tidligere Gundsø Kommune, nu Roskilde Kommune. Den fungerer endvidere som vejkirke.
Kirken er beliggende lige øst for Bygaden og dermed i udkanten af den oprindelige bebyggelse, men hævet over denne på en bakke med udsigt over Roskilde Fjord og Eskilsø. Den ældste del af kirkegården, der er udvidet mod øst, er indhegnet af en ældre, formentlig senmiddelalderlig kampestensmur. I det nordvestlige hjørne er der en låge med fals på indersiden og tidligere tillige en bue. I vest er indgangen gennem en moderne port.

## Historie
Under middelalderen hørte kirken under Æbelholt Kloster, som frem til omkring 1175 lå på Eskilsø, og den munk eller præst, der var bestyrer af klosterets ladegård på Eskilsø, var også den, som forrettede gudstjenesten i kirken.
Under reformationen blev kirken inddraget, men kom efterfølgende til at høre under Roskildegård. Gundsømagle Kirke fungerede som annekskirke til Jyllinge Kirke, og i 1687 blev de sammen overdraget fra kronen til generalfiskal Jørgen Landorph, samt justits- og kancelliråd Vilhelm Mule.
De to kirker delte siden ejere og hørte senere begge under Hejnstrupgård i Gundsømagle Sogn. Kirken overgik til selveje 10. september 1920.
Sagnet om lindormen er også knyttet til Jyllinge Kirke.[kilde mangler]

## Eksterne kilder og henvisninger
- Jyllinge Kirke hos KortTilKirken.dk
- Jyllinge Kirke i bogværket Danmarks Kirker (udg. af Nationalmuseet)

- Wikimedia Commons har flere filer relateret til Jyllinge Kirke